# Stillahavsgökduva
Stillahavsgökduva (Macropygia mackinlayi) är en fågel i familjen duvor inom ordningen duvfåglar.

## Utseende och läte
Stillahavsgökduva är en mestadels brun duva med liten kropp och lång stjärt. Mörkare vingar kontrasterar med ljusare kropp och huvud. Enfärgat brun stjärt skiljer den från liknande svartnäbbad gökduva som är kraftigt tvärbandad på stjärt och övergump. Jämfört med arter i komplexet kring Macropygia amboinensis har den mycket mörkare huvud och är ljusare under stjärten. Arten hörs ofta med ett gökliknande "coo-koo, coo-koo", ibland liknat vid frasen "let's go, let's go".

## Utbredning och systematik
Stillahavsgökduva delas in i två underarter med följande utbredning:
- Macropygia mackinlayi arossi – förekommer på ön Karkar utanför nordöstra Nya Guinea; i Bismarckarkipelagen i Amiralitetsöarna (Manus, Rambutyo, Nauna, San Miguel och Tong) och på öarna Crown, Long, Tolokiwa, Umboi, Sakar, Watom, Mussau, Emirau, Nissan samt Witu- och Liharöarna; och i Salomonöarna från Buka och Bougainville till Rennell och Makira
- Macropygia mackinlayi mackinlayi – förekommer på Santa Cruzöarna, Banksön och Vanuatu

## Levnadssätt
Stillahavsgökduva hittas i nästan alla typer av skogsmiljöer, inklusive uppväxande skog kring byar och mangroveskogar.

## Status
Arten har ett stort utbredningsområde och beståndet anses stabilt. Internationella naturvårdsunionen IUCN listar den därför som livskraftig (LC).

## Namn
Fågelns vetenskapliga artnamn hedrar Archibald Mackinlay (1850-1924), skotsk upptäcktsresande och naturforskare.